# كيناز البروتين المعتمد على الكالموديولين/الكالسيوم 2
كيناز البروتين المعتمد على الكالموديولين/الكالسيوم 2 واختصارا (كامك 2 : CaMKII) هو كيناز بروتين متخصص بالسيرين/ثريونين [الإنجليزية] ينظم بواسطة مركب Ca2+-كالموديولين. كامك 2 له دور في العديد من سلاسل التأشير ويُعتقد أنه وسيط مهم في التعلم والذاكرة. كامك 2 ضروري كذلك للاسترداد في عضلات القلب، نقل الكلوريد في الظهارة، الانتقاء الإيجابي للخلايا التائية، وتنشيط الخلايا التائية CD8.
سوء تنظيم كامك 2 له صلة بمرض آلزهايمر، متلازمة أنجيلمان، اضطراب النظم القلبي.

## البنية، الوظيفة، والتنظيم الذاتي
يمثل كامك 2 حوالي 1-2٪ من جميع البروتينات في الدماغ، وله 28 نظيرا مختلفا، وتتأتى هذه النظائر من جينات ألفا وبيتا وغاما ودلتا.

### الاعتماد على الكالموديولين والكالسيوم
حساسية إنزيم كامك 2 للكالسيوم والكالموديولين تتحكم فيها النطاقات المتغيرة ونطاقات الارتباط الذاتي. مستوى الحساسية الخاص بكامك 2 يعدل كذلك مختلف حالات النشاط الخاصة به. يُنشط الإنزيم في البداية، لكن دون حدوث الفسفرة الذاتية لعدم وجود كالسيوم وكالموديولين كافيين يسببان ارتباطه بالوحدات الفرعية المجاورة. تحدث الفسفرة الذاتية عند تراكم قدر أكبر من الكالموديولين والكالسيوم ويؤدي ذلك إلى نشاط مستمر لإنزيم كامك 2 لفترة قصيرة من الزمن، وفي النهاية تزال فسفرة جزيء الثريونين 286 ويصبح كامك 2 غير نشط.